# Biserici de lemn din Maramureș
Bisericile de lemn din regiunea Maramureș se disting între celelalte biserici de lemn din județul Maramureș și dintre bisericile de lemn din Transilvania, însă aparțin aceleiași mari familii de biserici de lemn românești. Acestea se întâlnesc în vechiul Maramureș, o regiune cu o identitate încă puternic definită de limitele sale geografice naturale. În aceste limite este necesar să fie incluse și un număr de biserici aflate de cealaltă parte a râului Tisa, din partea de nord, aflată astăzi în Ucraina. În județul Maramureș de astăzi sunt cuprinse atât bisericile de lemn din Maramureșul propriu-zis cât și cele din Chioar, Lăpuș și Codru (Bisericile din părțile de sud-vest ale județul Maramureș).
Bisericile de lemn ridicate după 1900 până la sfârșitul celui de-al Doilea Război Mondial corespund unui curent arhitectonic de revenire la vechea tradiție din Maramureș. Acestea ar necesita, poate, un articol distinct. Mulți se grăbesc să cuprindă noile biserici de lemn, ridicate după 1989, în aceeași familie cu cele mai vechi, înmulțindu-le numărul și aria de răspândire. Acestea fac parte însă dintr-un fenomen nou ce trebuie tratat într-un alt articol.   
Datorită diversității culturale și etnice specifice Maramureșului în veacurile din urmă, în comunitățile rurale din Maramureș se întâlnesc biserici de lemn cu trăsături variate ce necesită discuții separate de cea de față, precum: bisericile de lemn din Verhovina Maramureșului ale rusinilor (rutenilor) și bisericile de lemn din Huțulșcina Maramureșului ale huțulilor de la izvoarele Tisei.
Publicarea într-o revistă din 1866 a unor desene cu o veche biserică maramureșeană din Seini, a produs ecouri în Europa, fiind comparată cu o biserică norvegiană de lemn. La bisericile din nordul Maramureșului se observă influența stilului primelor biserici construite de varegii (vikingii) creștinați și asimilați pe teritoriile Cnezatului Kievean și ale Galiției (Halîciului). Principala trăsătură a bisericilor varegilor, dar și a bisericilor vechi norvegiene și suedeze de lemn era acoperișul multiplu (în trepte)  
Stilul s-a răspândit, atât în Ucraina, cât și în spațiile muntoase din jurul Carpaților Păduroși, în Polonia, România și Slovacia de astăzi. Bisericile maramureșene au de regulă, acoperișul cu numai două trepte, ca în cazul bisericii din Budești.

## Pe lista de patrimoniu mondial UNESCO
Următoarele opt biserici de lemn din județul Maramureș au fost introduse în patrimoniul mondial al UNESCO în decembrie 1999:
- Biserica de lemn din Budești Josani, Budești
- Biserica de lemn din Desești, Desești
- Biserica de lemn din Bârsana, Bârsana
- Biserica de lemn din Poienile Izei, Poienile Izei
- Biserica de lemn din Ieud Deal, Ieud
- Biserica de lemn din Șurdești, Șurdești
- Biserica de lemn din Plopiș, Plopiș
- Biserica de lemn din Rogoz, Rogoz

Bisericile de lemn din Budești Josani, Desești, Bârsana, Poienile Izei și Ieud Deal se află în Maramureșul istoric, cele de la Șurdești și Plopiș sunt în vechea Țară a Chioarului, iar biserica Sf. Arhangheli din Rogoz e situată în Țara Lăpușului.
Împreună, aceste 8 biserici de lemn reprezintă un ansamblu de exemple remarcabile de diverse soluții arhitecturale din diferite perioade și zone. Ele sunt înguste, dar înalte, cu turle suple și lungi la capătul vestic al clădirii. De aceea ele sunt expresia particularității locale a peisajului cultural al acestei zone montane din nordul României. 
Se remarcă prin tehnica îmbinărilor din lemn și a realizării învelitorilor din șindrilă, prin motivele ornamentale vizibile pe suprafața portalurilor și ancadramentelor - ce se susțin pe stâlpi zvelți - simbolizând elemente de natură vegetală, animală și geometrică realizate prin dăltuire, crestare.

## Biserici de lemn Țara Maramureșului
Lista bisericilor de lemn conservate, completată cu câteva biserici dispărute (cursiv). 
| Valea Cosăului - Budești Susani - Budești Josani - Sârbi Susani - Sârbi Josani - Călinești Căeni - Călinești Susani - Cornești - Ferești | Valea Marei - Desești - Breb - Hoteni - Hărnicești - Sat Șugătag - Mănăstirea - Berbești | Valea Izei - Săliștea de Sus, Nistorești - Săliștea de Sus, Buleni - Dragomirești - Cuhea - Ieud Deal - Ieud Șes - Botiza - Botiza veche - Poienile Izei - Șieu - Rozavlea - Strâmtura - Slătioara - Glod - Văleni - Bârsana - Nănești - Oncești - Valea Stejarului | Valea Vișeului - Borșa din Jos - Mănăstirea Moisei - Moisei Susani - Moisei Josani - Repedea - Poienile de sub Munte - Rona de Jos - Ruscova - Crăciunești | În Ucraina - Poiana Cobâlea - Apșița - Apșa de Mijloc, Susani - Apșa de Mijloc, Josani - Apșa de Jos - Gănești - Nereșnița - Târnova - Darva - Domneștii Mari - Domneștii Mici - Duleni - Sândreni - Dănilești - Crăinicești - Săclânța - Duboșari - Săliștea de Jos |

## Biserici de lemn din Țara Lăpușului
Lista de biserici de lemn conservate (font normal) și dispărute (font cursiv).
| secolul 17 - 1661 Rogoz, Sf. Arhangheli - 1671 Libotin, Sf. Arhangheli - 1695 Rogoz, Sf. Paraschiva - 1697 Lăpuș - Șurdești II, biserica de sus - Vima Mică | secolul 18 - 1701 Dobricul Lăpușului, Intrarea în Biserică - 1706 Drăghia - 1740 Răzoare, Sf. Arhangheli - 1740 Dobricul Lăpușului, Sf. Arhangheli - 1757 Cărpiniș - 1760 Ungureni - 1766 Șurdești I, biserica de jos - 1771 Larga - 1776 Libotin, Sf. Paraschiva - 1778 Inău - 1778 Cupșeni, Sf. Arhangheli - 1782 Boiereni, Sf. Arhangheli - 1798 Plopiș - Cupșeni Sf. Ilie - Dumbrava | secolul 19 - 1803 Izvoarele, Sfântul Ioan Envanghelistul - 1815 Boiereni, Sf. Nicolae - 1825 Poiana Botizii - 1842 Peteritea - 1842 Groape - 1850 Cufoaia - 1860 Stoiceni' - 1867 Jugăstreni - 1868 Lăschia - 1875 Costeni, Sf. Nicolae - 1875 Răzoare, Sf. Dumitru - 1875 Dealu Mare - 1888 Costeni, Sf. Apostoli - 1892 Aspra - 1900 Fântânele |

## Biserici de lemn Ținutul Chioarului
Lista de biserici de lemn conservate (în aldine).
- Biserica de lemn din Berchez din secolul al XIX-lea, cu hramul „Sfântul Ioan Botezătorul”
- Biserica de lemn din Buteasa din 1800, cu hramul „Sfinții Arhangheli Mihail și Gavriil”
- Biserica de lemn din Chechiș, Maramureș
- Biserica de lemn din Codru Butesii din 1700, cu hramul „Sfinții Arhangheli Mihail și Gavriil”
- Biserica de lemn din Coruia din 1794, cu hramul „Sfânta Ana”
- Biserica de lemn din Culcea din 1720, cu hramul „Sfinții Arhangheli Mihail și Gavriil”
- Biserica de lemn din Fericea din 1887, cu hramul „Sfânta Paraschiva”
- Biserica de lemn din Frâncenii Boiului din 1780, cu hramul „Sfântul Nicolae”
- Biserica de lemn din Întrerâuri din secolul al XVIII-lea, cu hramul „Sfinții Apostoli Petru și Pavel”
- Biserica de lemn din Posta din 1675, cu hramul „Sfântul Ilie”
- Biserica de lemn din Posta-Săpâia din 1820, cu hramul „Sfinții Arhangheli Mihail și Gavriil”
- Biserica de lemn din Remetea Chioarului din 1800, cu hramul „Sfinții Arhangheli Mihail și Gavriil”
- Biserica de lemn din Remecioara din 1850, cu hramul „Nașterea Preacuratei”
- Biserica de lemn din Săcălășeni din secolul al XVIII-lea, cu hramul „Adormirea Maicii Domnului”
- Biserica de lemn din Stejera din 1700, cu hramul „Cuvioasa Paraschiva”
- Biserica de lemn din Valea Chioarului din 1846, cu hramul „Sfintul Nicolae”
- Biserica de lemn din Vălenii Șomcutei din 1813-1846, cu hramul „Sfinții Arhangheli Mihail și Gavriil”
- Biserica de lemn Sfinții Arhangheli din Vărai din secolul al XVII-lea, cu hramul „Sfinții Arhangheli Mihail și Gavriil”

## Biserici de lemn zona Codru
- Biserica de lemn din Bicaz, Maramureș din anul 1723, cu hramul „Sfinții Arhangheli Mihail și Gavriil”
- Biserica de lemn din Orțâța din anul sec. XVII, cu hramul „Sfinții Arhangheli Mihail și Gavriil”
- Biserica de lemn din Arduzel
- Biserica de lemn din Ulmeni
- Biserica de lemn din Săliște, Maramureș
- Biserica de lemn din Buzești
- Biserica de lemn din Someș-Uileac
- Biserica de lemn reformată din Someș-Uileac

## Imagini

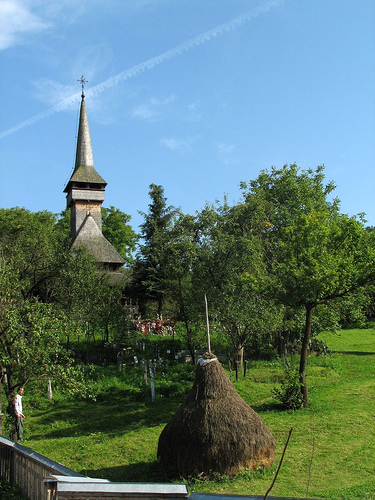
Biserica de lemn din Poienile Izei